# Léon Parisot

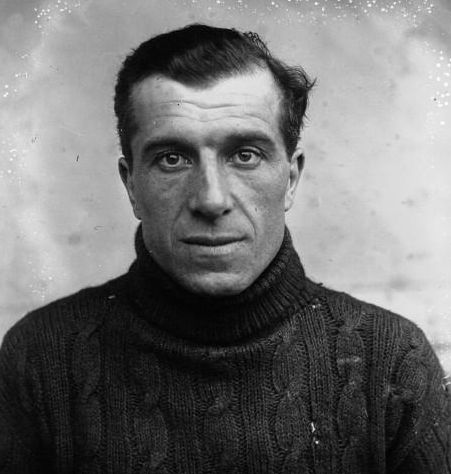
Léon Parisot

Léon Parisot (* 14. Oktober 1890 in Paris; † 13. Mai 1971 ebenda) war ein französischer Bahnradsportler.
Viermal – 1923, 1927, 1928 und 1929 – wurde Léon Parisot französischer Vize-Meister im Steherrennen. Bei den UCI-Bahn-Weltmeisterschaften 1923 in Zürich wurde er Vize-Weltmeister der Profi-Steher.